# タケオ
タケオ(クメール語: តាកែវ, Doun Kaev)は、カンボジア南部タケオ州の州都。この町及び州はシルク織物で知られている。カンボジア国内の織物職人15,000人の内、約10,000人が同州に住んでいる。町のほとんどの織物職人は、タケオを走る国道沿いに住んでいる。シルク織物の技術は、扶南国時代の2世紀頃、インドや中国から、クメール人に伝えられたとされている。